# Tá lĩnh
Ngưu lục (chữ Hán: 牛錄; tiếng Mãn: ᠨᡳᡵᡠ, Möllendorff: niru), cũng gọi Tá lĩnh (佐领), là một đơn vị của Bát Kỳ thời nhà Thanh. Thời Nỗ Nhĩ Cáp Xích kiến lập quân sự Kiến Châu Nữ Chân (1601), Tá lĩnh hình thành nên bởi 300 người.
Chức quan chưởng quản Tá lĩnh, Mãn văn gọi Ngưu lục ngạch chân (牛彔額真; tiếng Mãn: ᠨᡳᡵᡠ ᡝᠵᡝᠨ, Möllendorff: niru ejen). Từ thời Thuận Trị trở về sau, đổi gọi Ngưu lục ngạch chân thành Ngưu lục chương kinh (牛彔章京), dần về sau thì Hán văn đều dùng cách gọi [Tá lĩnh] để chỉ chưởng quan. Năm Càn Long, quy định quan Tá lĩnh của Kỳ phân Tá lĩnh sẽ hàm Chính tứ phẩm, còn Tá lĩnh của Bao y sẽ bậc Tòng tứ phẩm.

## Khái quát
Từ xã hội xưa của người Nữ Chân, hình thành nên chế độ ["Binh nông hợp nhất"; 兵农合一]. Sách Mãn Châu thực lục ghi lại, khi người Mãn săn thú, đem mỗi 10 người biên làm một Tiểu tổ, mỗi tổ ấy lại tuyển ra một thủ lĩnh, còn 9 người kia đều phải đưa một mũi tên cho thủ lĩnh, các Tiểu tổ ấy xưng gọi ["Ngưu lục"] - trong Mãn văn ý là "Đại tiễn". Từ đó, "Ngưu lục" trở thành một đơn vị cơ bản trong quân đội người Mãn Châu, thủ lĩnh gọi ["Ngạch chân"].
Năm Vạn Lịch thứ 11 (1583), Nỗ Nhĩ Cáp Xích vì đẩy mạnh quân sự Kiến Châu Nữ Chân, khuếch trương chế độ Ngưu lục, gia tăng thêm hình phạt và nâng cao kỷ luật. Hễ khi các bộ Nữ Chân lân cận quy phục, cũng theo lệ mà đem biên thành Ngưu lục. Chế độ Ngưu lục theo đó ngày càng cải biên, không chỉ số lượng, mà còn như một dạng sổ định hộ khẩu dân số của người Mãn Châu, cứ 300 người (hay hộ) làm thành Ngưu lục. Sau khi chế độ Bát kỳ hình thành, toàn bộ 8 kỳ đều có Ngưu lục, tùy vào biên chế mà nhiều hay ít.
Năm Thuận Trị thứ 17 (1660), Ngưu lục trong hán văn dịch thành "Tá", do đó Ngưu lục ngạch chân dịch thành ["Tá lĩnh"], lâu dần thì cụm từ Ngưu lục chỉ đơn vị hộ khẩu cũng đổi hết thành Tá lĩnh, và Tá lĩnh đồng thời cũng là tên chức quan hàm Tứ phẩm quản hạt Tá lĩnh ấy. Tá lĩnh của Mãn Châu kỳ phân, suốt thời Thanh có 319 cái, trong đó có 14 cái Bán phân. Tá lĩnh của Mông Cổ là 130 cái, Hán Quân là 206 cái, trong đó Bán phân của cả hai Kỳ phân này là ba cái. Bát kỳ Tá lĩnh tổng cộng thống kê có 664 cái.

## Chế độ
Quản hạt của Tá lĩnh trong Bát kỳ là các quan Tá lĩnh hàm Tứ phẩm, lo về vấn đề hộ khẩu, công việc và thu nhập của những hộ gia đình có trong Tá lĩnh mà mình quản lý. Tuy nhiên, chế độ Bát kỳ có quan niệm "tài sản riêng" của hoàng tộc, tức là mỗi cá thể hoặc một nhóm Tá lĩnh đều sẽ có một "Chủ nhân", mà các chủ nhân này đều là Tông thất vương công. Các chủ nhân này đều xuất thân hoàng thất, và bắt buộc đều phải thuộc diện Nhập bát phân công, gồm 6 tước bậc là Thân vương, Quận vương, Bối lặc, Bối tử, Trấn Quốc công cùng Phụ Quốc công.
Việc phân Tá lĩnh cho các Tông thất vương công đều là khi họ được thụ tước và phong phân kỳ tịch, thuộc Hạ ngũ kỳ, số lượng Tá lĩnh họ được ban đều không cố định, tuy nhiên đều phải là số hiện hữu trong một kỳ ấy. Ví dụ như, ở Chính Hồng kỳ khi ấy có 20 cái Tá lĩnh; Hoàng đế quyết định sẽ phân cho A Thân vương quản 10 cái, B Quận vương quản 5 cái, C Bối lặc quản 3 cái và D Trấn Quốc công quản 2 cái. Như vậy, A Thân vương cùng B Quận vương, C Bối lặc và D Trấn Quốc công đều là các ["Lĩnh chủ"; 领主] của Chính Hồng kỳ, trong đó A là Lĩnh chủ lớn nhất, cũng gọi ["Kỳ chủ"; 旗主]. Hoàng tộc đời Thanh khác với đời Hán chính là vì không có đất phong. Nhưng thay vào đó, bọn họ lại có quyền sở hữu nhân lực Tá lĩnh, tức là là chủ nhân của toàn bộ thuộc hạ trong một Kỳ của mình. Đầu đời Thanh, thế lực Vương công đều rất khuếch đại, hơn hẳn từ thời Thuận Trị về sau, chính là thời kỳ đầu thì các Vương công đều đã quản lý một số lượng lớn thuộc hạ như vậy.
Đối với Tá lĩnh, có một loại khá đặc trưng gọi là ["Thế quản Tá lĩnh"; 世管佐领]. Đây là ân ban của hoàng thất Mãn Thanh cho một người, cho phép người đó giữ chức vụ Tá lĩnh này truyền cho hậu duệ vĩnh viễn. Có được Thế quản Tá lĩnh thường chỉ có 2 trường hợp, thứ nhất là người đó có quân công hoặc ngoại thích, và thứ hai là hậu duệ của Bộ trưởng một bộ tộc. Điển hình nhất là nhà Sa Tế Phú Sát thị của Hiếu Hiền Thuần Hoàng hậu, có quân công mà có Thế quản Tá lĩnh, trong khi đó nhà của Kế Hoàng hậu Na Lạp thị có được Thế quản Tá lĩnh do là hậu duệ của các Bối lặc Huy Phát.